# Chlotrudis Award du Buried Treasure
Le Chlotrudis Award du Buried Treasure (littéralement « Le Trésor enfoui ») est une récompense cinématographique américaine décernée depuis 2003 par la Chlotrudis Society for Independent Film lors de la cérémonie annuelle récompensant les meilleurs films indépendants internationaux.

## Palmarès

### Années 2000
- 2003 : (ex æquo)
  - waydowntown
  - Wendigo
    - All or Nothing
    - Bārān (باران)
    - La Mélodie du malheur (カタクリ家の幸福)
    - Swimming
    - Autour de Yana (החברים של יאנה)
- 2004 : Marion Bridge
  - Dracula, pages tirées du journal d'une vierge (Dracula: Pages from a Virgin's Diary)
  - Love & Diane
  - Melvin Goes to Dinner
  - Ten (ده)
- 2005 : Nosey Parker
  - Infernal Affairs (無間道)
  - The Rage in Placid Lake
  - Reconstruction
  - Stander
- 2006 : The Edukators (Die fetten Jahre sind vorbei)
  - Crustacés et Coquillages
  - Torremolinos 73
  - Tropical Malady (สัตว์ประหลาด)
  - Whisky
- 2007 : (ex æquo)
  - Iron Island (جزیره آهنی)
  - La Nuit de la vérité
    - 51 Birch Street
    - El Aura
    - L'Intrus
    - Mutual Appreciation (en)
- 2008 : 12 h 08 à l'est de Bucarest (A fost sau n-a fost?)
  - Cama adentro
  - Romántico
  - Les Larmes du tigre noir (ฟ้าทะลายโจร)
  - Petits suicides entre amis (Wristcutters: A Love Story)
- 2009 : The Order of Myths
  - Alexandra (Александра)
  - Chop Shop
  - Les Chansons d'amour
  - Patti Smith: Dream of Life
  - Naissance des pieuvres

### Années 2010
- 2010 : Bronson
  - Cherry Blossoms (Kirschblüten – Hanami)
  - The New Year Parade
  - Of Time and the City
  - Somers Town
- 2011 : Canine (Κυνόδοντας)
  - Down Terrace
  - Mary et Max (Mary and Max)
  - Mine
  - Les Vies privées de Pippa Lee (The Private Lives of Pippa Lee)
  - Terribly Happy (Frygtelig lykkelig)
- 2012 : Trigger
  - The Arbor
  - Littlerock
  - These Amazing Shadows
  - Oncle Boonmee, celui qui se souvient de ses vies antérieures (ลุงบุญมีระลึกชาติ)
- 2013 : Une vie simple (A Simple Life) (桃姐, Táo Jie)
  - Alps (Αλπεις, Alpis)
  - Beauty is Embarrassing
  - Breathing (Atmen)
  - Oslo, 31 août (Oslo, 31. august)
  - Sound of Noise